# John Polidori
John William Polidori (Londres, 7 de setembre de 1795 - Londres, 24 d'agost de 1821) va ser un metge i escriptor anglès.
Era fill de l'escriptor Gaetano Polidori, un italià emigrat a Londres. John va rebre una formació científica i humanística molt completa i avançada. Va cursar Medicina a la Universitat d'Edimburg, on es va doctorar amb una tesi sobre el somnambulisme, però els seus interessos es dirigien més aviat cap al món de la literatura.
Amb només vint anys, va entrar a fer de secretari personal de George Gordon Byron, aleshores ja un escriptor famosíssim i polèmic. Va passar amb ell l'estiu de 1816 a Suïssa, però poc després va ser acomiadat, segons sembla perquè Byron havia quedat fart de la seva immaduresa i inexperiència. Va ser aquest estiu en el que es van ajuntar a la Villa Diodati, a prop del llac Léman, el poeta anglès Percy Shelley, la que seria la seva futura esposa Mary Wollstonecraft Shelley, Lord Byron i John William Polidori. Sent aquell un estiu molt plujós i per intentar matar l'avorriment van decidir escriure una "història de fantasmes" cadascú, d'on sortiria Frankenstein o el Prometeu modern, de la futura Mary Shelley i també, El vampir, un petit relat que va sorgir d'una idea de Lord Byron però que va escriure i desenvolupar John William Polidori.
Després de ser acomiadat va viatjar durant un any per Itàlia i passat aquest temps va tornar a Anglaterra. L'any 1818 va publicar un assaig, un volum de poemes, titulat Ximenes, i una novel·la, Ernestus Berchtold. El 1819, la revista New Monthly Magazine publicava El vampir com si hagués estat escrit per Lord Byron. Polidori indignat va reclamar-ne l'autoria, però, tot i que el mateix Byron va voler esclarir el problema i va declarar que el conte no era seu, la confusió ja estava sembrada.
El 24 d'agost de 1821, enfonsat en una depressió per deutes de joc que no podia pagar, el jove John es va suïcidar possiblement amb àcid prússic. Una petita placa al número 38 del Great Pulteney Street de Londres recorda la que va ser casa seva.